# Double Fun
Double Fun è il quarto album in studio del cantante britannico Robert Palmer, pubblicato nel 1978.

## Tracce
Tutte le tracce sono di Robert Palmer, tranne dove indicato.
1. Every Kinda People (Andy Fraser) – 3:17
2. Best of Both Worlds – 3:54
3. Come Over – 4:06
4. Where Can It Go? – 3:20
5. Night People (Allen Toussaint) – 4:12
6. Love Can Run Faster – 4:02
7. You Overwhelm Me – 3:05
8. You Really Got Me (Ray Davies) – 4:23
9. You're Gonna Get What's Coming – 4:29

## Classifiche
| Classifica    | Anno |
| ------------- | ---- |
| Billboard 200 | 45   |